# Condado de Kingman
El condado de Kingman (en inglés: Kingman County), fundado en 1872, es uno de 105 condados del estado estadounidense de Kansas. En el año 2006, el condado tenía una población de 7,975 habitantes y una densidad poblacional de 7 personas por km². La sede del condado es Kingman. El condado recibe su nombre en honor a Samuel A. Kingman.

## Geografía
Según la Oficina del Censo, el condado tiene un área total de 2245 km² (866,8 mi²), de la cual 2236 km² (863,3 mi²) es tierra y 9 km² (3,474903474904 mi²) (0.39%) es agua.

### Condados adyacentes
- Condado de Reno (norte)
- Condado de Sedgwick (este)
- Condado de Sumner (sureste)
- Condado de Harper (sur)
- Condado de Barber (suroeste)
- Condado de Pratt (oeste)

## Demografía
Según la Oficina del Censo en 2000, los ingresos medios por hogar en el condado eran de $37,790, y los ingresos medios por familia eran $44,547. Los hombres tenían unos ingresos medios de $44,547 frente a los $25,298 para las mujeres. La renta per cápita para el condado era de $18,533. Alrededor del 10.60% de la población estaban por debajo del umbral de pobreza.

## Transporte

### Autopistas principales
- U.S. Route 54
- U.S. Route 400

## Localidades
Población estimada en 2006;
- Kingman, 3,275 (sede)
- Norwich, 539
- Cunningham, 491
- Zenda, 121
- Nashville, 109
- Spivey, 79
- Penalosa, 27

### Áreas no incorporadas
- Mount Vernon
- Murdock
- Rago
- St. Leo
- Waterloo
- Willowdale

### Municipios
El condado de Kingman está dividido entre 23 municipios. El condado tiene a Kingman como una ciudad independiente a nivel de gobierno, y todos los datos de población para el censo de las ciudades son incluidas en el municipio.

## Educación

### Distritos escolares
- Kingman USD 331
- Cunningham USD 332